# Alta fermentació

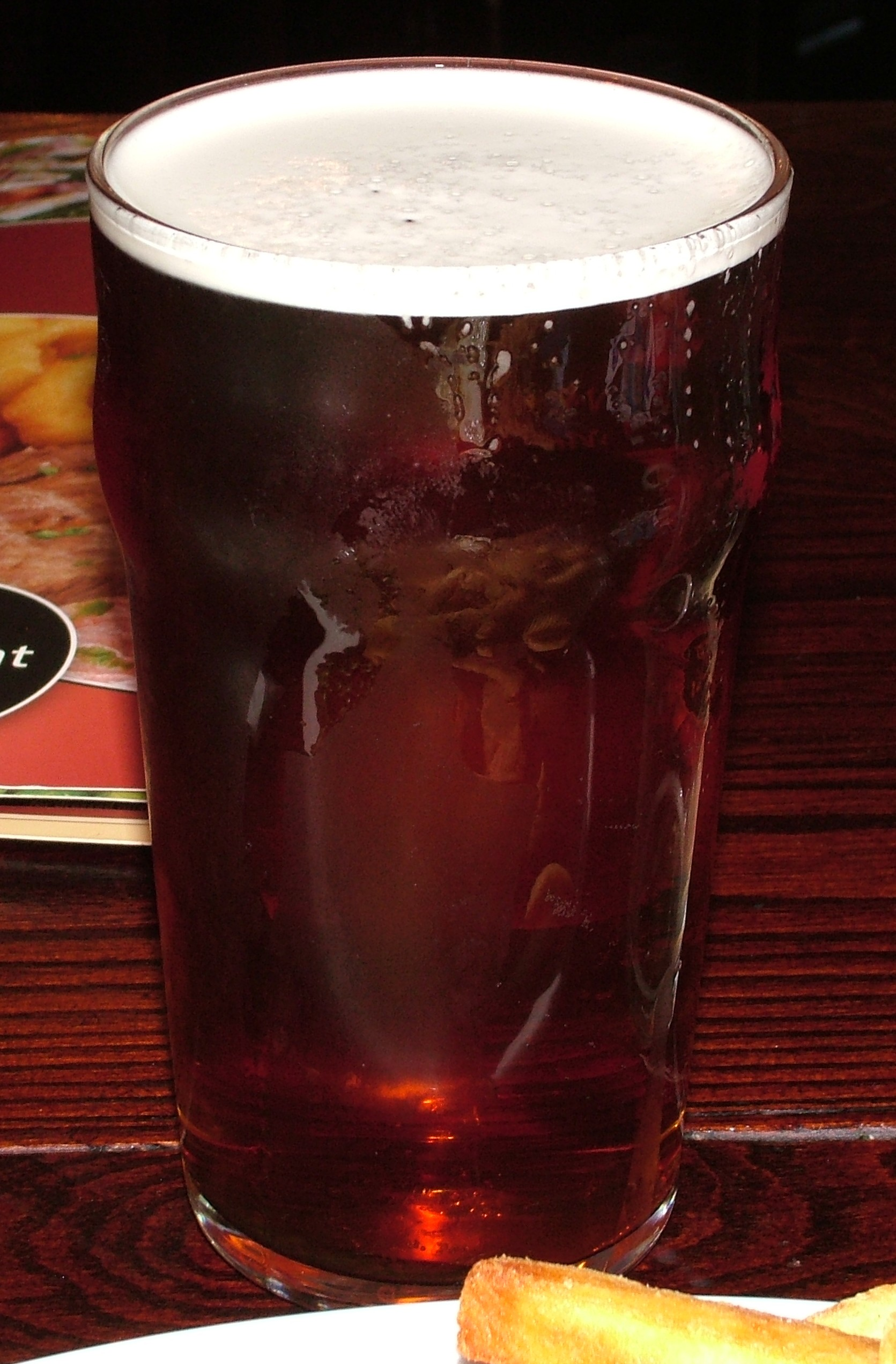
Ale.

Alta fermentació és el mètode més antic en la fabricació de cervesa. Es fa a temperatures altes (12-20 °C) i el llevat flota a dalt del most: el malt mesclat amb aigua.
Depèn igualment del gènere del llevat de gemmació. Un dels més utilitzats és el Saccharomyces cerevisiae, el llevat de la cervesa, del pa i del laboratori. Tot i això s'utilitzen soques diferents: el llevat de la cervesa actua de manera més lenta. Fa masses grumolloses de color groguenc, d'olor semblant al formatge i tast una mica amarg. Toleren concentracions d'alcohol més altes (amb algunes soques, fins a un 22%). El llevat de flequer, ans al contrari s'ha seleccionat per la seva alta producció de diòxid de carboni, per fer pans i pastissos bé alvoleats.
Per la temperatura més alta la fermentació és fa més ràpida, però és més sensible a la infecció per llevat selvatge (present a l'aire ambiant) i bacteris. És la raó perquè en regions de tradició cervesera només s'elaborava cervesa als mesos frescs de la tardor fins a la primavera. El làmbic, base de la gueuze, cervesa de fermentació alta espontànea per un buquet de llevats feréstecs, tradicionalment només es fabrica d'hivern. El control de la temperatura i de l'aire ambient, l'isolació de soques netes fa que a cervesaries modernes, comprés petites instal·lacions artesanes es pot produir tot l'any.